# 納瑟·根米
納瑟·根米（英語： S. Nassir Ghaemi，1966年— ），是一位精神病學家、作者，塔夫茨大學醫學院精神病學教授。他著述有關精神疾病及情緒障礙的書籍。
根米出生於伊朗德黑蘭，五歲時與家人移民到美國，在維吉尼亞州長大。

## 經歷
根米的臨床工作和研究集中於憂鬱症和躁鬱症，他發表了兩百多篇科學文章，五十多篇科學書籍章節，並撰寫、編輯了六本書。他是《斯堪地那維亞學報》的副主編，並且是美國精神病學協會的傑出會員。

## 中文出版書籍
- 《精神醫學新思維：多元論的探索與辯證》（The Concepts of Psychiatry—A Pluralistic Approach to Mind and Mental Illness），2011年，繁體中文版由心靈工坊出版，ISBN 978-986-611-209-6